# 心霊写真 (映画)
『心霊写真』(タイ語: ชัตเตอร์ กดติดวิญญาณ ,SHUTTER-Kod Tid Vinyaan)は、2004年のタイ映画。日本公開は2006年5月20日。

## ストーリー
写真を専攻する女子大生のジェーンは、カメラマンの恋人・タンの男友達の結婚式に出席した。タンと車で帰る途中に若い女性を轢いてしまうジェーン。救助せず逃げろとジェーンに指示するタン。
翌日、タンが大学の卒業式を撮った写真には女性の顔や白い影が写っていた。マンションのタンの部屋でも霊を見て怯えるジェーン。だが、轢き逃げや死傷者の記録は警察にも病院にも残っていなかった。
結婚式に出席したタンの3人の男友達が次々と飛び降り自殺した。轢き逃げしたと思った若い女性が、実は大学時代にタンが交際していたネートという女子大生だと知るジェーン。急に大学から消えたというネートの実家を訪ねて行くと、ネートは飛び降り自殺で死んでいた。火葬されていなかったネートの葬式をあげて供養するジェーンとタン。
タンの部屋で、ネートがタンの男友達たちにレイプされる写真を見つけるジェーン。ネートと別れたかったタンのために、男友達たちがネートを乱暴し、タンに証拠の写真を撮らせた。それがネートの自殺の原因だったのだ。事実を知ってタンと別れるジェーン。
供養をしても、ネートはタンに取り憑き続けていた。絶望して部屋の窓から投身するタン。命は助かったが頭を強打して廃人となったタンの肩には、まだネートの怨霊がしがみついていた。

## キャスト
- アナンダ・エヴァリンハム：タン（吹替 村治学）
- ナッターウィーラヌット・トーンミー：ジェーン（吹替 宮島依里）
- アチタ・シカマナ：ネート（吹替 伊藤静）